# Pétervására
Pétervására è una città di 2.616 abitanti situata nella contea di Heves, nell'Ungheria settentrionale.